# Grand Conseil (Chine)
Pour les articles homonymes, voir Grand Conseil.
Le Grand Conseil ou Junjichu (chinois simplifié : 军机处 ; chinois traditionnel : 軍機處 ; pinyin : Jūnjīchù ; mandchou :  coohai nashūn i ba ; littéralement, « le Bureau des Secrets militaires ») était un corps de décision important dans l'Empire de la dynastie Qing. Il a été établi en 1733 par l'Empereur Yongzheng. Le Conseil était au début chargé des affaires militaires, mais a atteint peu à peu un rôle plus important et finalement atteint le rôle d'un conseil privé, éclipsant le Grand Secrétariat en fonction et en importance, c'est pourquoi il est devenu connu comme le « Grand Conseil » dans sa traduction occidentale.
Malgré son rôle important dans le gouvernement, le Grand Conseil est resté un corps décisionnel informel dans la Cour intérieur et ses membres détenaient d'autres postes simultanément dans la fonction publique des Qing. Au début, la plupart des officiels en fonction dans le Grand Conseil étaient Mandchous, mais peu à peu, des officiels Hans ont été admis dans les rangs du conseil. Un des premiers Han  officiel en poste dans le Conseil était Zhang Tingyu. La chancellerie a été logée dans un bâtiment insignifiant juste à l'ouest du portail du Palais de la Pureté céleste dans la Cité interdite.

## Références

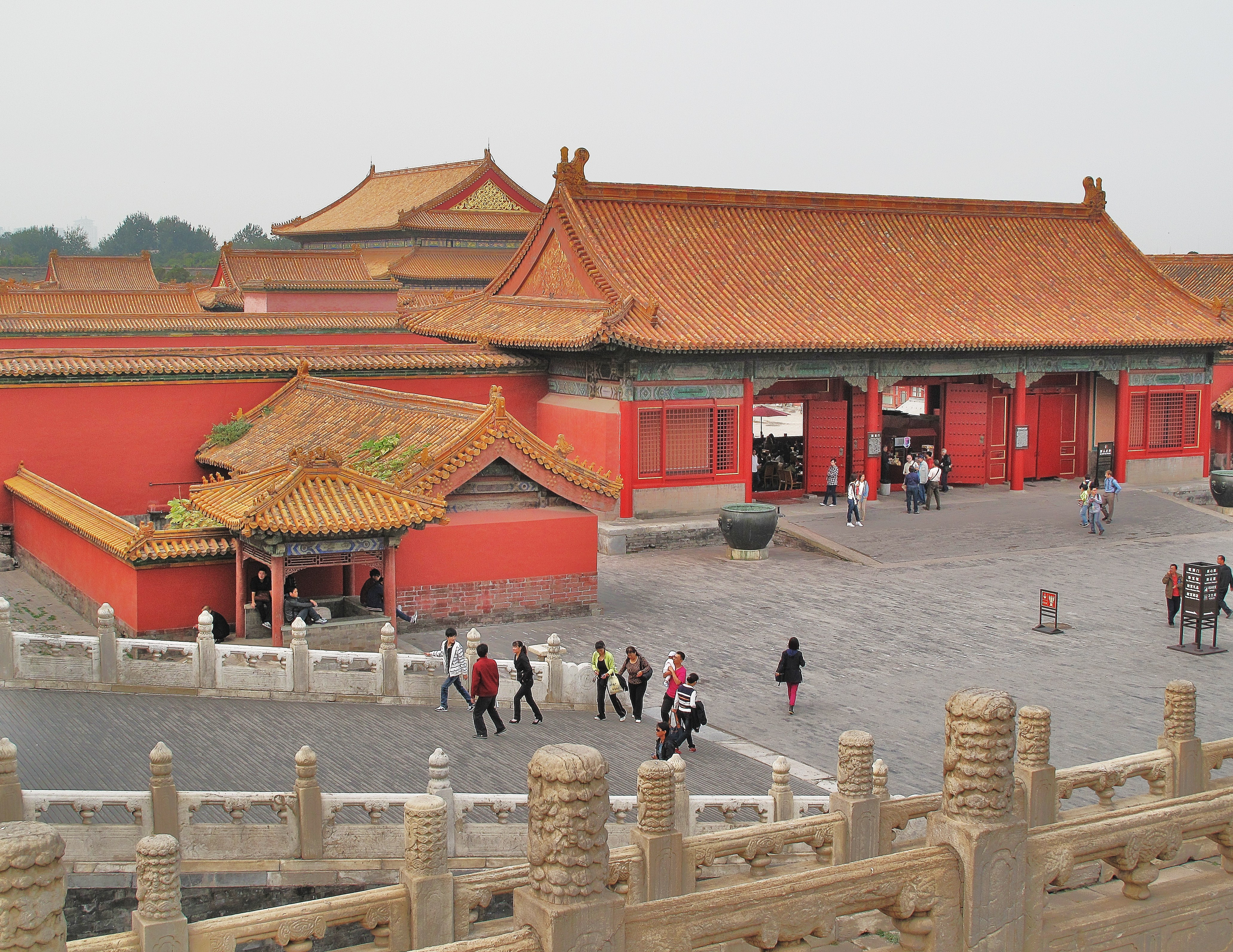
Vue générale de l'édifice